# 国際連合安全保障理事会決議235
国際連合安全保障理事会決議235（こくさいれんごうあんぜんほしょうりじかいけつぎ235、英: United Nations Security Council Resolution 235）は、1967年6月9日に国際連合安全保障理事会で採択された決議である。第三次中東戦争に関係する。
イスラエル政府とシリア政府が安保理の停戦要請を受け入れていることを踏まえ、安保理は即時停戦を要請し、国際連合事務総長ウ・タントに対してイスラエル政府やシリア政府と連絡を取り、停戦遵守に努め、決議から2時間以内に報告するように要求した。
ソビエト連邦とアメリカ合衆国の要請により会合が開かれ、全会一致で採択された。その日のうちに、イスラエルとシリアが決議を受け入れた。